# Ukkusissat
Ukkusissat [ˈukːuˌsisːat] (nach alter Rechtschreibung Uvkusigssat) ist eine grönländische Siedlung im Distrikt Uummannaq in der Avannaata Kommunia.

## Lage
Ukkusissat liegt am Ende einer nahezu rechteckigen Halbinsel, die vom Fjord Perlerfiup Kangerlua im Norden und dem Sund Torsukattak im Süden begrenzt wird. 24 km nordöstlich befindet sich an einem Arm des Perlerfiup Kangerlua die verlassene Minensiedlung Maamorilik. Der nächstgelegene noch bewohnte Ort ist Saattut, das 28 km südlich liegt.

## Geschichte
Ukkusissat wurde 1794 als Garnfangversuch gegründet, weil die Umgebung reich an Robben war. 1798 lebten 28 Menschen in Ukkusissat, die alle getauft waren. Während der Ort ursprünglich nur im Winter als Udsted diente, wurde er ab 1800 dauerhaft betrieben. 1805 hatte der Ort nur noch 18 Einwohner. Ukkusissat war der einzige Udsted im Kolonialdistrikt, der auch während des Kriegs von 1807 bis 1814 ununterbrochen aktiv war. Danach wuchs die Einwohnerzahl durch Zuzug stark an. 1905 lebten 73 Menschen in Ukkusissat.
1911 wurde Ukkusissat eine eigene Gemeinde im Kolonialdistrikt Uummannaq. Der Gemeinde gehörten noch die Wohnplätze Appat, Qeqertat und Perlerfik an. Der Gemeinderat bestand aus drei Mitgliedern. Die Gemeinde war Teil des 10. Landesratswahlkreises Nordgrönlands.
1915 hatte Ukkusissat aber nur 53 Einwohner, die in sieben Häusern wohnten. Die Udstedsverwalterwohnung stammte aus dem Jahr 1917 und war ein 56 m² großes Fachwerkgebäude mit doppelter Bretterverkleidung und Dachschindeln. Der Laden wurde 1907 aus Holz gebaut und war 16 m² groß. Außerdem gab es ein Kohlenhaus, das als Torfmauerhaus gebaut war und zwei Speckhäuser, von denen das eine von 1867 aus Stein war und das jüngere 1906 aus Holz gebaut wurde. Die Schulkapelle stammte aus dem Jahr 1842 und war etwa 70 m² groß und in grönländischer Bauart errichtet worden. Ursprünglich diente es als Schule in Uummannaq und wurde 1898 nach Ukkusissat versetzt. In Ukkusissat arbeiteten 1915 sieben Jäger, zwei Fischer, der Udstedsverwalter, ein Katechet und eine Hebamme.
1923 kam es zu einem großen Erdrutsch und man überlegte Ukkusissat aufzugeben, was aber nicht geschah. 1928 wurde eine neue Schulkapelle gebaut. Im Frühjahr 1930 wartete Alfred Wegeners Grönlandexpedition in Ukkusissat 38 Tage lang auf Eisverhältnisse, die den Transport der Ausrüstung zum Qaamarujuup Sermia erlauben würden. Den Zeitverzug konnte die Expedition nicht wieder aufholen. Im November starb Wegener auf dem Inlandeis, sein Begleiter Rasmus Villumsen aus Ukkusissat wurde nie gefunden. Zu Ehren beider findet sich heute in Ukkusissat eine deutsch-grönländische Gedenktafel. 1939 wurde erneut eine Kapelle in Ukkusissat errichtet. 1950 wurde eine Hebammenwohnung errichtet, die 1960 umgebaut wurde. 1956 wurde eine Heilbuttsalzerei erbaut. 1962 wurde eine Werkstatt errichtet und 1968 eine Telestation. 1965 wurde der 1907 errichtete Laden ausgebaut.
Zwischen 1930 und 1950 hatte der Ort 52 bis 65 Einwohner. 1960 war die Einwohnerzahl auf 115 Personen gestiegen und 1970 lebten schon 184 Menschen im Ort. Ab 1950 war Ukkusissat Teil der Gemeinde Uummannaq. Seit der Verwaltungsreform 2009 gehörte der Ort zur Qaasuitsup Kommunia. Seit 2018 ist Ukkusissat Teil der Avannaata Kommunia.

## Wirtschaft
Der wichtigste Wirtschaftszweig in Ukkusissat ist der Fang von Schwarzem Heilbutt, von dem in der Fischfabrik vor Ort etwa 4,5 Tonnen pro Tag verarbeitet werden.

## Infrastruktur und Versorgung
Der Hafen von Ukkusissat liegt auf einem kleinen Kap im Süden des Dorfs. Kleinere Fischerboote liegen in der östlich gelegenen Bucht. Über den Heliport Ukkusissat ist der Ort an den Luftverkehr angeschlossen, während der restliche Transport über Hundeschlitten und Schneemobilen läuft.
Nukissiorfiit versorgt den Ort über ein Kraftwerk am Hafen mit Strom. Die Wasserversorgung erfolgt im Sommer über einen Fluss südlich von Ukkusissat, wo genügend Wasser für die Wintermonate gesammelt wird. Die Wärmeversorgung geschieht durch private Ölöfen. Der Müll wird auf der Deponie im Norden des Dorfs gesammelt und anschließend verbrannt, während Abwässer ins Meer geleitet werden. TELE Greenland ist für die Telekommunikation im Ort zuständig.

## Bebauung

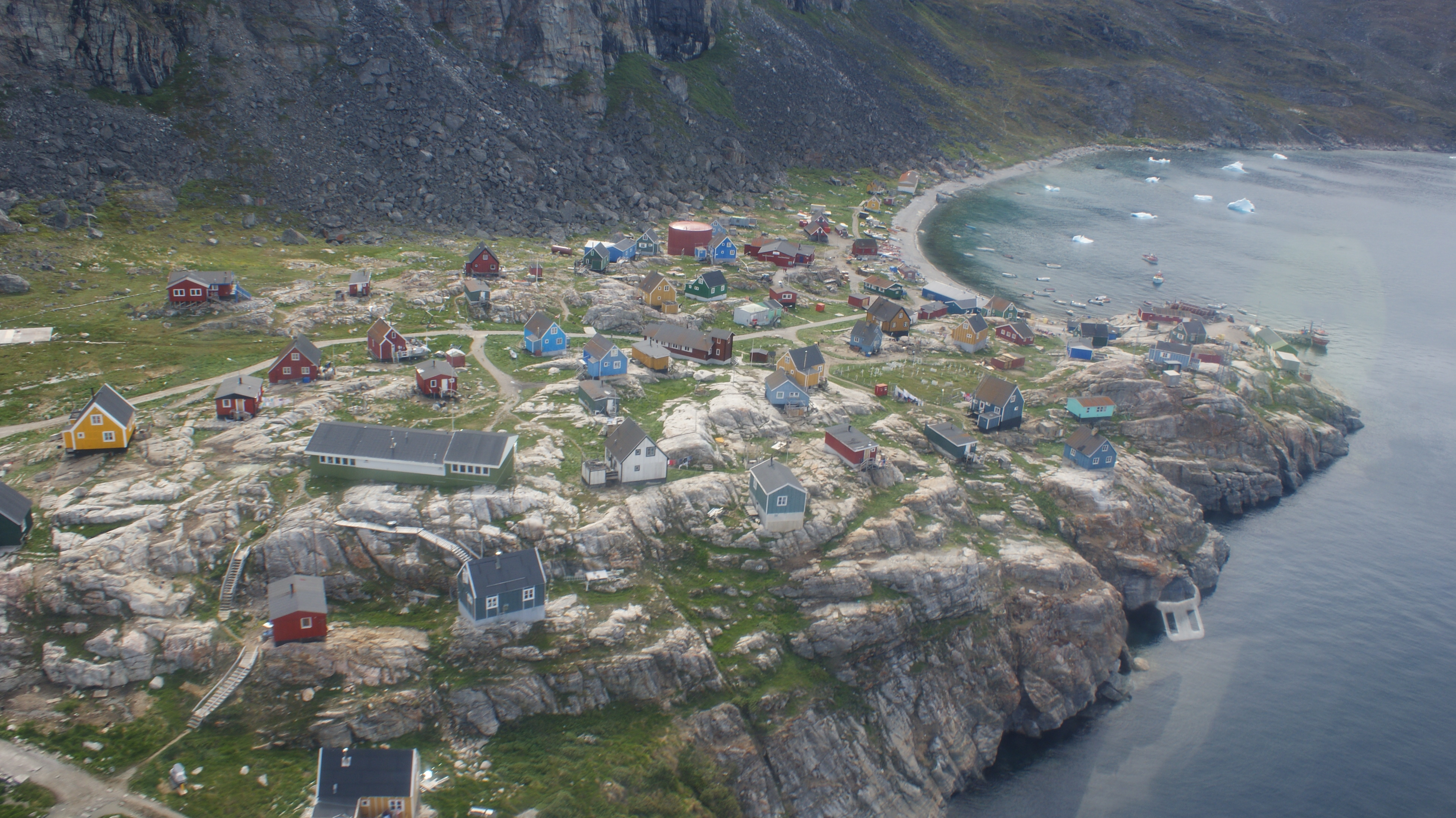
Ukkusissat aus der Luft betrachtet (2009)

Die Atuarfik Perlerfik unterrichtet etwa 27 Schüler bis zur neunten Klasse. Die Schule beherbergt auch eine Bibliothek und wird außerhalb der Schulzeiten als Freizeitklub genutzt. Im Ort gibt es eine Pilersuisoq-Filiale für die Versorgung der Bewohner mit Waren und ein Servicegebäude mit Sanitäreinrichtungen. In Ukkusissat befinden sich zudem eine Näherei, ein Versammlungsgebäude, ein Dorfbüro, mehrere Kioske, eine Gemeinschaftswerkstatt und eine Krankenstation. Mitten im Ort liegt die Kirche mit dem zugehörigen Friedhof. Weit südlich befinden sich ein Spielplatz und ein Fußballplatz. Vier der Gebäude in Ukkusissat sind als erhaltenswürdig eingestuft, von denen das älteste 1867 erbaut wurde.

## Sport
Der Fußballverein Kugsak Ukkusissat nahm 1963/64 an der Grönländischen Fußballmeisterschaft teil.

## Söhne und Töchter
- Tobias Willumsen (1884–?), Landesrat
- Jonas Jonathansen (1887–?), Landesrat
- Kristian Mørch (1930–2017), Geistlicher, Bischof von Grönland
- Severin Johansen (1941–2005), Landesrat

## Bevölkerungsentwicklung
Die Bevölkerungszahl von Ukkusissat stieg bis zum Jahr 2000 stark an auf 230 Einwohner und ist seither wieder um ein Drittel gefallen, sodass sie sich auf demselben Niveau wie 1977 befindet.